# Литвинова, Галина Ильинична
Гали́на Ильи́нична Литви́нова (8 июня 1931, д. Фролы, Западная область — 9 июля 1992) — советский и российский учёный-правовед, правозащитник, публицист и общественный деятель. Сотрудник Института государства и права АН СССР. Доктор юридических наук. Создатель научного направления — социальной демографии России.

## Биография
Родилась 8 июля 1931 года в д. Фролы (ныне — Смоленской области). В 1953 г. окончила Минский юридический институт. С 1953 по 1960 г. была научным сотрудником Центрального государственного архива Октябрьской революции БССР. С 1960 по 1963 год обучалась в очной аспирантуре Института государства и права АН СССР (ИГП АН). После окончания аспирантуры осталась работать в институте в должности младшего научного сотрудника. Подготовила и защитила кандидатскую диссертацию «Революционные комитеты периода гражданской войны и иностранной военной интервенции (историко-правовые исследования)». В 1972 году перешла на должность старшего научного сотрудника, В 1982 году защитила докторскую диссертацию «Право и демографические процессы в СССР». С 1989 по 1992 годы занимала должность ведущего научного сотрудника ИГП АН.

## Научная деятельность
Научные интересы Литвиновой были связаны проблемами федерализма и регулирования демографических процессов (в том числе миграционных), решения национальных проблем и также правовой защиты семьи, материнства и детства.
Входила в состав научных советов при Президиуме АН СССР «По проблемам национальных отношений», «По проблемам народонаселения» и бюро секции теории и истории государства и права, а также научного совета «Закономерности развития государства, управления и права».

## Правозащитная и общественная деятельность
- В 1990 году подписала «Письмо 74-х». Литвинова была руководителем Комитета помощи русским беженцам, боролась за увеличение финансирования в Детском фонде, выступала против проекта поворота северных рек[2].

## Основные работы
Автор более 300 опубликованных работ
Монографии
- Г. И. Литвинова. Революционные комитеты в годы гражданской войны. М., 1974.
- Г. И. Литвинова. Право и демографические процессы в СССР. М.: Наука, 1981.
- Г. И. Литвинова. Демографическая политика советского многонационального государства. М., 1985.
- Г. И. Литвинова. Свет и тени прогресса (социально-демографические процессы СССР) (недоступная ссылка). М.: Советская Россия, 1989. ISBN 5268008072.
- Г. И. Литвинова. Под защитой государства. М.: Знание, 1989. // Предисловие Л. С. Ломизе. ISBN 5070005502.
- Г. И. Литвинова. Для блага России: сборник научных и публицистических трудов. М.: Ассоциация по комплексному изучению русской нации, 1993. // Составитель сборника Е.C. Троицкий. ISBN 5879000176.
- Г. И. Литвинова. Русские американцы. М.: Ассоциация по комплексному изучению русской нации, 1993. // Автор вступительной статьи и редактор Е. С. Троицкий.

Избранные статьи
- Г. И. Литвинова, К вопросу о национальной политике.
- Г. И. Литвинова, Русские американцы.
- Г. И. Литвинова, Надо ли повышать рождаемость?.
- Г. И. Литвинова, Н. А. Михалева. Правовая защита беженцев и вынужденных переселенцев в России. // Государство и право. 1992. № 4